# Madoryx pseudothyreus
Madoryx pseudothyreus (tên tiếng Anh: False-windowed sphinx) là một loài bướm đêm thuộc họ Sphingidae. Loài này có ở tip của Florida down tới Cuba và the surrounding Tây Indies.
Sải cánh khoảng 66–70 mm. Mỗi năm loài này có nhiều thế hệ. Adults feed on the nectar of various flowers, bao gồm Asystasia gangetica.
Ấu trùng được ghi nhận ăn các loài Avicennia germinans. Pupation takes place in cocoons spun amongst leaf litter.